# Villa Baruel
Villa Baruel (in portoghese Palacete Baruel chiamato anche localmente Castelinho Baurel) è una storica residenza in stile normanno di San Paolo del Brasile. Situata nel quartiere di Santana, la villa sorge sull'area che un tempo era parte di una vasta proprietà rurale proprietà di Francisco Antonio Baruel nella quale, tra l'altro venivano prodotte farina di manioca e brandy.
Uno dei figli, Francisco Nicolau Baruel fece edificare la villa nei primi anni '20. Secondo altre fonti la costruzione sarebbe invece risalente al 1879.
La villa non venne mai abitata e attualmente ospita una clinica di fisioterapia.